# Meissnerov učinak
Meissnerov učinak (engl. Meissner effect) jest pojava da supravodič u supravodljivu stanju, ako se nalazi u magnetskom polju do neke jakosti, iz svoje unutrašnjosti istiskuje vanjsko magnetsko polje. Posljedica je površinskih struja koje svojim magnetskim poljem potpuno poništavaju vanjsko magnetsko polje. Preciznije, magnetsko polje prodire samo u vrlo tanak površinski sloj u kojem teku struje. Struje se javljaju u supravodljivom stanju u promjenjivom magnetskom polju, ali i u stalnom polju pri prijelazu iz normalnoga u supravodljivo stanje. 
Pojavu prvi otkriva i opisuje Walther Meissner 1933. godine.